# Diospyros crassifloroides
Diospyros crassifloroides là một loài thực vật có hoa trong họ Thị. Loài này được ined. mô tả khoa học đầu tiên.